# Ranum (Denemarken)
Ranum is een plaats in de Deense regio Noord-Jutland, gemeente Vesthimmerland. De plaats telt 1177 inwoners (2008).